# Eugenia Kléber
Eugenia Kléber (Barcelona, 1965) es una escritora española especializada en novela, teatro y guion.

## Biografía
Formada en Filosofía y Letras, Piano y, a nivel dramatúrgico, en los talleres de la Sala Beckett de Barcelona, Eugenia Kléber ha sido profesora de guion cinematográfico en el Centre d´Estudis Cinematogràfics y guionista de varias películas y documentales. Como autora, ya sea de novela, relato o teatro, ha publicado diez libros con editoriales de la talla de Tusquets Editores, Editorial Siníndice, M.A.R. Editores y Ediciones Irreverentes.

## Obra

### Guion
- La memoria del agua (Largometraje documental), 1992.[4][5]
- Torturados por las rosas (Largometraje experimental B/N), 1998.
- Violeta Friedman (Mediometraje documental), 2000.
- Invocación (Largometraje), 2000.

### Novela
- Algo se ha roto, 1997. Tusquets Editores.
- Marie Valentine, 2017. Novela ilustrada. Editorial Siníndice.
- Terrible Intimidad, 2019. Serial Ediciones.

### Relato
- Lo que quede después, 2016. Editorial Siníndice.
- La hechizada, 2018. Editorial Siníndice.
- Aquí hubo siempre mucho amor, 2022. M.A.R. Editores.[6]
- Participa en la Antología Cuentos del coronavirus, 2020. Ediciones Irreverentes.
- Participa en la Antología Mujeres en la Historia, La Antigüedad, 2021. M.A.R. Editores.
- Participa en la Antología Cuentos de Fantasía y Terror rural, 2022. M.A.R. Editores.

### Teatro
- Indemnes y Lucy N.,[7] 2019. Ediciones Irreverentes.[8]
- Dieciseis pasos al oeste y Los ausentes, 2020. Ediciones Irreverentes.
- Carne de tu carne, 2021. Ediciones Irreverentes.[9]
- Exuberancia del ave abatida y Bajo el último umbral, 2022. Ediciones Irreverentes.[10]

## Premios y distinciones
Carne de tu carne, Premio IX Concurso Internacional de Dramaturgia Femenina La escritura de La/s Diferencia/s en 2021. Algo se ha roto, fue ganadora del IV Premio de Novela Nuevos Narradores de 1997, otorgado por Tusquets Editores. A nivel de guion se alzó con el Joris Ivens Award de Ámsterdam por La memoria del agua. Premio al Mejor Guion en Alcalá de Henares y Montpellier.